# Kije
Kije è un comune rurale polacco del distretto di Pińczów, nel voivodato della Santacroce.
Ricopre una superficie di 99,26 km² e nel 2004 contava 4 643 abitanti.